# Metaleptus batesi
Metaleptus batesi là một loài bọ cánh cứng trong họ Cerambycidae.